# Kim điệp quăn
Kim điệp quăn hay long nhãn, mã tiên thạch hộc (danh pháp hai phần: Dendrobium fimbriatum) là một loài lan trong chi Lan hoàng thảo.
Cây phân bố từ Nam Á đến Đông Nam Á. Tại Việt Nam, cây có mặt ở các khu vực: Sa Pa, Ba Bể, Vinh, Cà Mau, Lâm Đồng.

## Hình ảnh

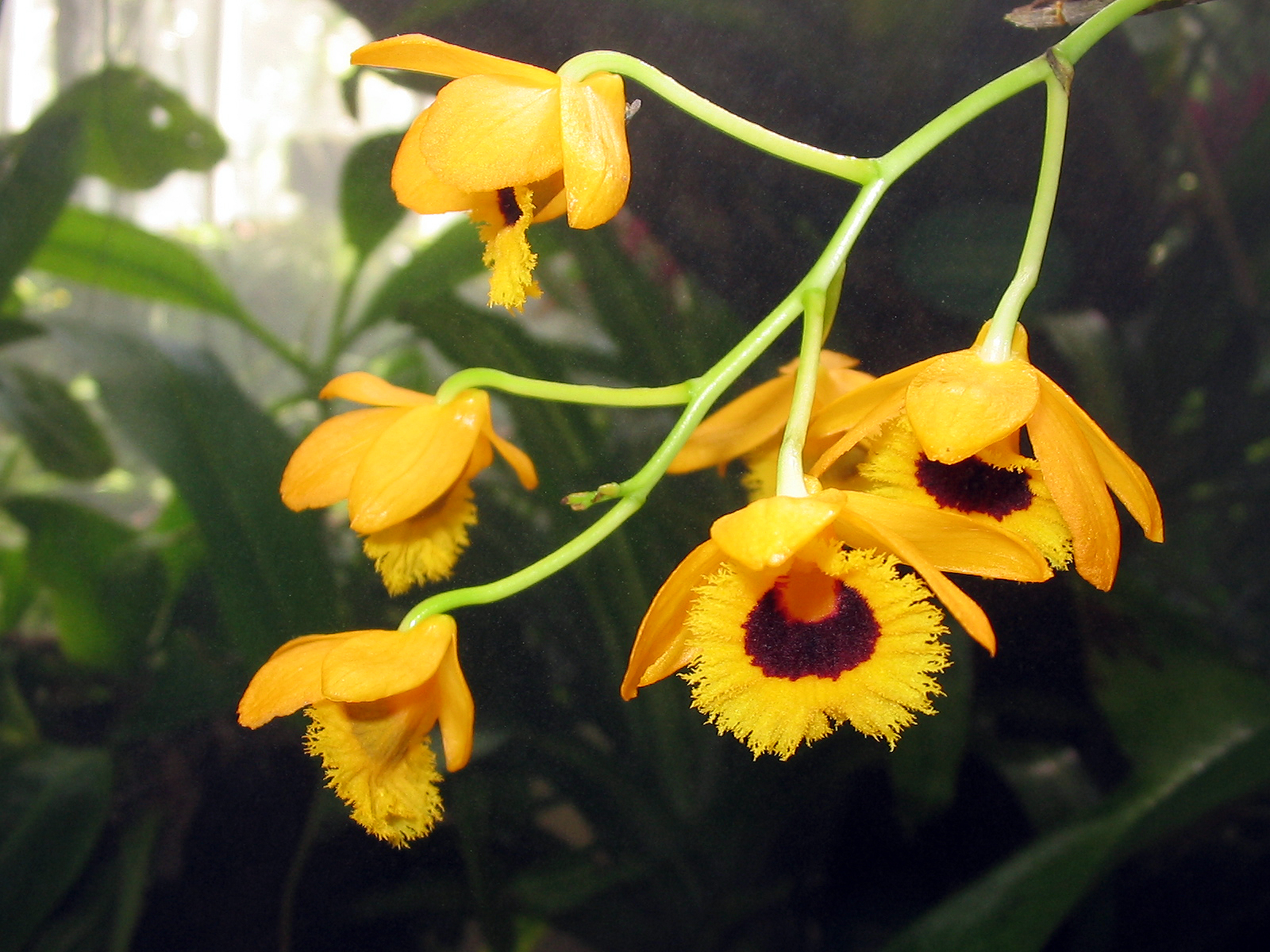
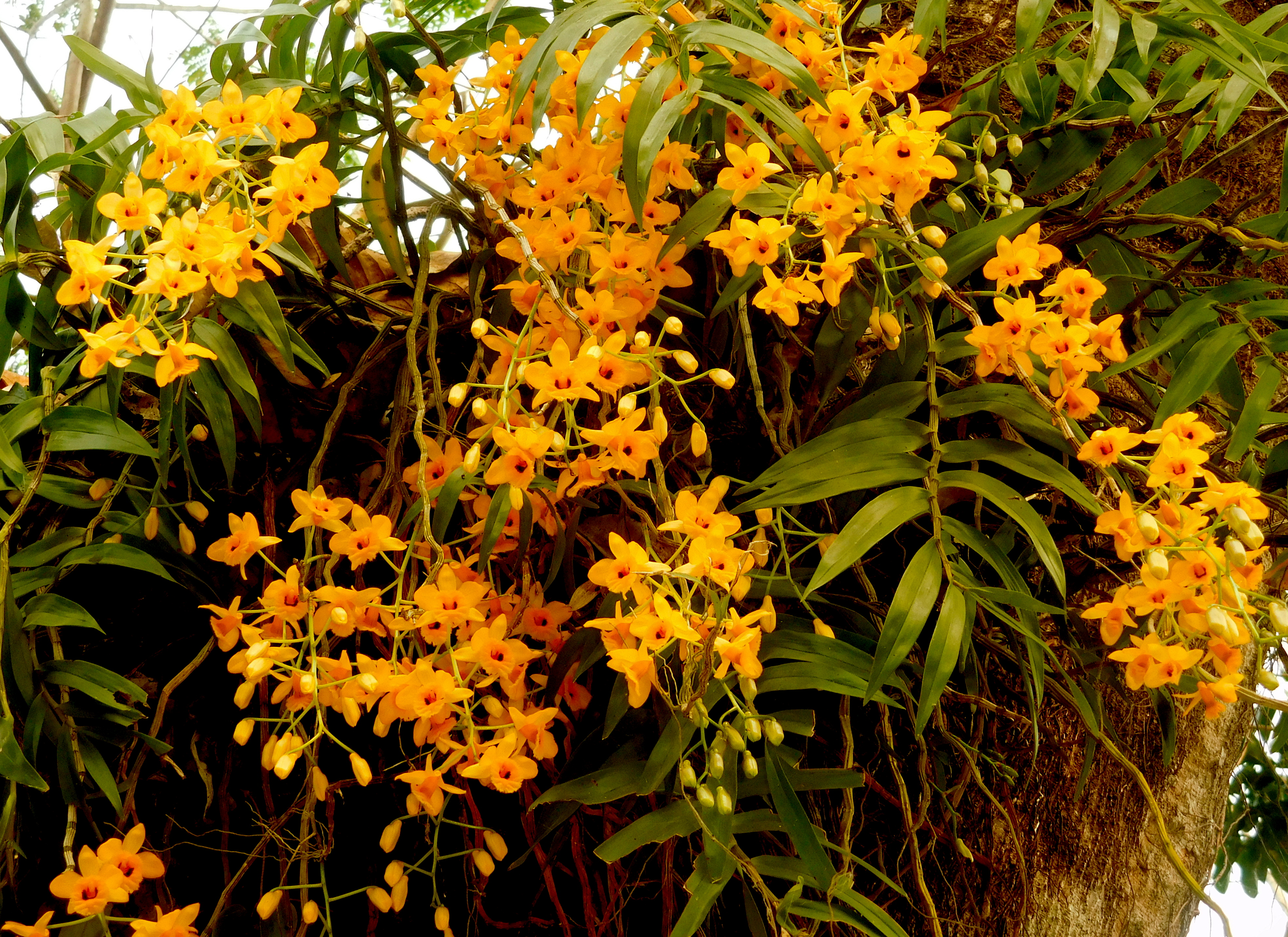